# Bàidovo
Bàidovo (en rus: Байдово) és un poble (un possiólok) del krai de Krasnoiarsk, a Rússia, que en el cens del 2010 tenia 431 habitants. Pertany al districte de Kuràguino.